# Анабел Смит
Анабел Смит (енгл. Anabelle Smith; Мелбурн, 3. фебруар 1993) елитна је аустралијска скакачица у воду чија специјалност су углавном синхронизовани скокови са даске са висине од три метра. Њена партнерка у синхронизованим скоковима прво је била Шарлин Стратон, а касније почиње да скаче у пару са Медисон Кини.
Први значајни успех у каријери остварила је на Играма Комонвелта 2010. у Њу Делхију, у Индији, где је освојила бронзу у синхронизованим скоковима са торња. Годину дана касније учестовала је на светском првенству у Шангају где је успела да освоји бронзану медаљу у синхронизованим скоковима са даске
На олимпијским играма дебитовала је у Лондону 2012. где је у синхронизованим скоковима са даске заузела 5. место, а свега 12 поена недостајало јој је за бронзану медаљу. У синхронизованим скоковима са даске на Играма 2016. у Рију освојила је бронзану медаљу